# Rendbjerg
Rendbjerg er en bebyggelse på Broager Land mellem Egernsund og Broager. Den består af 176 sommerhuse delt i det vestlige Teglbakken og det østlige Bredmaj der er beliggende ud mod Flensborg Fjord. 
Området bærer præg af det tidligere så store teglværksindustri som har efterladt et meget kuperet terræn. Tidligere var der en anløbsbro på stedet, hvor der i dag er badebro.
Vandreruten Gendarmstien går igennem Rendbjerg og i områdets sydvestlige hjørne er der anlagt en lystbådehavn, Marina Minde.

## Rendbjerg Slot
Den daværende direktør og medejer af Rendbjerg Teglværk, Hans Heinrich Ditmer Jr., opførte i 1872 beboelsen på Rendbjergvej 9, af de lokale kaldet for Rendbjerg Slot. Ud over at vise teglværkets kunnen fungerede det også som privatbolig for direktøren. Dog måtte han allerede i 1883 forlade huset, da han var gået konkurs. Siden har huset været brugt til kontorer og lager for de efterfølgende ejere af teglværket. Først i 1931, efter teglværkets nedlæggelse, blev huset atter taget til beboelse, da to lærere indrettede det til sommerpensionat. I 1952 købte Esbjerg Kommune huset til uindpassede unge, men siden 1976 har Sønderborg Kommune benyttet det som aflastningshjem for psykisk handicappede.